# (4805) Astéropée
(4805) Astéropée, désignation internationale (4805) Asteropaios, est un astéroïde troyen jovien.

## Description
(4805) Astéropée est un astéroïde troyen jovien, camp troyen, c'est-à-dire situé au point de Lagrange L5 du système Soleil-Jupiter. Il présente une orbite caractérisée par un demi-grand axe de 5,213 UA, une excentricité de 0,091 et une inclinaison de 12,0° par rapport à l'écliptique.
Il est nommé en référence au personnage de la mythologie grecque Astéropée, acteur du conflit légendaire de la guerre de Troie.

## Compléments